# Vigatunet
Vigatunet är en norsk museigård i Hjelmelands kommun i Ryfylke i Rogaland fylke. Den ligger längs vägen mellan Hjelmelandsvågen och Fister. De äldsta byggnaderna är från 1600-talet, men gården finns omnämnd i källor från 1500-talet. 
Vigatunet är iordningställd till den utformning den hade efter en ombyggnad 1821. Viga var ett av de största jordbruken i Hjelmelands socken, och gården hade flera tjänstefolk. På gårdstunet finns det ett boningshus med rökstuga från 1600-talet, eldhus, härbre, lada och en mindre stuga som kallas Sisselastova.
Jordbruket dominerades av djurskötsel, men gården odlade också frukt som äpplen, päron och plommon.
Det kan ha funnits boende på Viga ett par tusen år. Det finns gamla gravhögar i området och det har gjorts fynd från vikingatiden. Gården var bebodd fram till 1955 och har varit museum sedan 1970. Det ingår numera i Ryfylkemuseet.

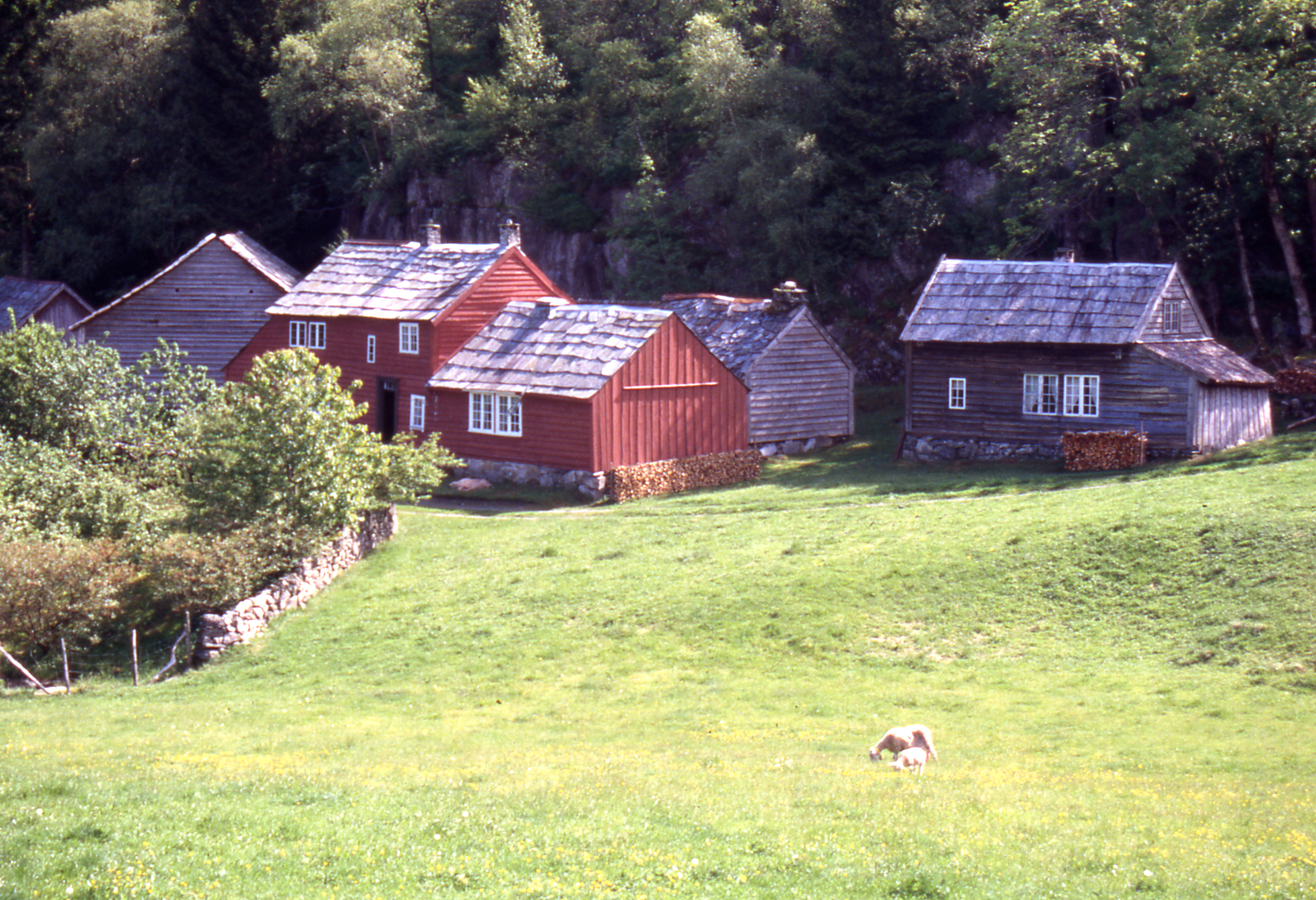
Vigatunet.